# كارول أنتوني
كارول أنتوني (بالإنجليزية: Carol Anthony)‏ هي فنانة أمريكية، ولدت في 1943 في نيويورك في الولايات المتحدة.